# 陸軍士官学校卒業生一覧 (韓国)

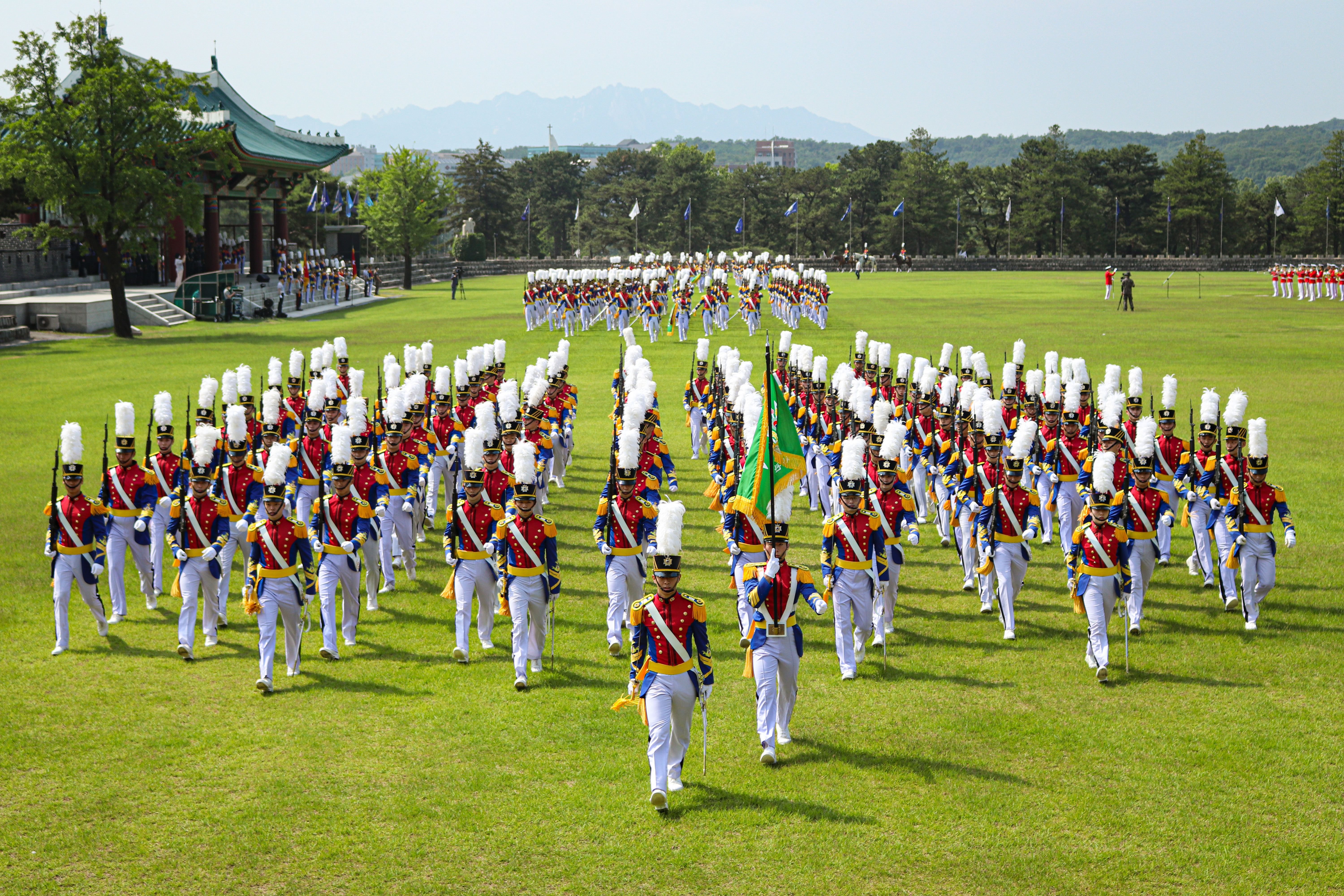
韓国陸軍士官学校生徒（2020年6月5日）

陸軍士官学校卒業生一覧 (韓国)（りくぐんしかんがっこうそつぎょうせいいちらん（かんこく））は、韓国陸軍士官学校の卒業生・修了生の一覧である。
なお、原則としてWikipediaに記事が存在する人物を掲載し、「アイウエオ順」で配列する。

## 軍事英語学校（1945年12月5日～1946年4月30日）
1月15日付（21名）
- 大将：李亨根、丁一権、閔耭植、張昌国
- 中将：姜文奉、崔慶禄、朴炳権、蔡秉徳（戦死）、劉載興、楊国鎮
- 少将：林善河、崔周鍾、朴基丙
- 准将：金英煥（空軍に転科）
- 大領：張錫倫
- 参領：金洪俊（事故死）

1月22日付（4名）
- 中将：白仁燁、沈彦俸（殉職）
- 大領：安光銖

1月28日付（8名）
- 大将：金鐘五
- 中将：金鍾甲
- 少将：朴東均

2月3日付（5名）
- 大将：金桂元
- 中将：咸炳善
- 少将：李成佳、兪海濬
- 准将：李致業

2月7日付（2名）
- 中将：丁來赫

2月9日付（4名）
- 中将：元容徳
- 少将：崔泓熙

2月11日付（2名）
- 中将：金炯一

2月12日付（1名）
- 中将：金益烈

2月18日付（3名）
- 准将：咸俊鎬（没後昇進）

2月21日付（2名）
- 大将：崔栄喜
- 准将：文容彩（のち1948年～49年ごろ再入学）

2月26日付（5名）
- 大将：白善燁
- 中将：李翰林、金白一（事故死）
- 中領：崔楠根（法務死）

2月28日付（3名）
- 少将：呉徳俊、申尚澈（空軍に転科）

3月15日付（3名）
- 少将：白善鎮

3月23日付（19名）
- 大将：金容培
- 中将：金相福
- 少将：李相喆、金炳徽、金完龍、白南権
- 准将：李厚洛
- 中領：金鍾碩（法務死）

4月25日付（8名）
- 中将：金一煥

5月1日付（16名）
- 中将：姜英勲、宋堯讃、崔昌彦、朴璟遠
- 少将：金雄洙（朝鮮語版）、申鶴鎮、朴炫洙
- 大領：張銀山（法務死？）

6月12日付（1名）
- 中将：李應俊

不明
- 准将：朴蒼岩

## 警備士官学校

### 第1期
1946年5月1日入学、1946年6月15日卒業、計40名
- 大将：任忠植、徐鐘喆
- 中将：金東斌
- 少将：李源長、林富沢、呉昌根、金點坤
- 大領：金宗元

### 第2期
1946年9月25日入学、12月14日卒業、計196名
- 大将：李世鎬、韓信、沈興善、朴正煕、文亨泰
- 中将：金在命、全富一、金載圭（法務死）、宋錫夏
- 准将：李相国、金在鉉、高時福（殉職）、孔国鎮、権五台、宋虎聲（越北）、河甲清
- 大領：梁春根
- 少領：姜太武（越北）、表武源（越北）

### 第3期
1947年1月13日入学、4月19日卒業、計296名
- 大将：盧載鉉
- 中将：金昌龍（没後昇進）
- 少将：楊燦宇
- 准将：金玄玉、李極星
- 中尉：金智會（朝鮮語版）（反乱死）、洪淳錫（朝鮮語版）（反乱死）、文相吉（朝鮮語版）（法務死）

#### 特別第3期
1947年3月22日卒業、計18名
- 中将：崔徳新
- 少将：朴始昌、崔英圭
- 准将：蔡元凱、朴基成

### 第4期
1947年5月6日入学、9月10日卒業、計107名
- 中将：金鍾煥（朝鮮語版）
- 少将：黄寅性

### 第5期
1947年10月23日入学、1948年4月6日卒業、計380名
- 大将：鄭昇和（逮捕）
- 中将：蔡命新
- 少将：李元燁、李龍、羅熙弼（朝鮮語版）
- 准将：金龍培（没後昇進）
- 中領：張哲夫（没後昇進）

### 第6期
1948年5月5日入学、1948年7月28日卒業、計235名
- 少将：朴泰俊
- 中領：申初湜（朝鮮語版）（法務死）

### 第7期
1948年8月9日入学、11月10日卒業、計561名
- 大将：柳炳賢（朝鮮語版）
- 中将：李建栄（朝鮮語版）、金永先、金容烋
- 少将：呉龍雲、金在春（朝鮮語版）
- 准将：金遺腹、南載漢

#### 特別班
1948年8月18日入学、10月12日卒業
- 大将：李周一
- 中将：張坰淳、尹泰日
- 少将：金国柱、張興
- 准将：李奇建

## 陸軍士官学校（1948年9月5日～現）

### 第8期
1948年12月7日入学、1949年5月23日卒業、
- 大将：李熺性（朝鮮語版）、陳鍾埰
- 中将：李在田、車圭憲（朝鮮語版）
- 少将：尹必鏞（朝鮮語版）（逮捕）
- 准将：李鍾根、呉致成、呉学鎮、金鍾泌、金炯旭、趙澈権（朝鮮語版）、徐相潾、張栄淳、方性出
- 大領：李秉禧、李永根、吉典植、金東石、金尚年、蔡栄喆
- 少領：安斗煕、沈鎰（没後昇進）

#### 特別班
- 中将：李俊植、安椿生
- 少将：姜泰敏、金錫源、権晙、朴英俊
- 准将：安秉範、李大永、呉光鮮、全盛鎬 （没後昇進）、白洪錫、柳承源
- 大領：金在植、許泰栄（朝鮮語版）（法務死）

### 政訓第1期
1949年5月23日、計74名
- 大将：兪学聖
- 少領：宋龍高（朝鮮語版）（法務死）

### 第9期
1949年7月12日入学、1950年1月14日卒業
※一部生徒は陸軍総合学校に転学。
- 大将：尹誠敏（朝鮮語版）
- 少将：鄭柄宙（逮捕）

### 第10期
1949年7月15日入学、1950年7月10日卒業
- 大将：金潤鎬、蘇俊烈（朝鮮語版）、黄永時（朝鮮語版）
- 中将：李光魯（朝鮮語版）
- 少将：金在明（朝鮮語版）
- 少領：李相翊

### 第11期
1955年卒業
- 大将：李基百（朝鮮語版）、全斗煥、鄭鎬溶、盧泰愚
- 中将：金復東、白雲沢（朝鮮語版）（病死）

### 第12期
1957年卒業
- 大将：朴熙道（朝鮮語版）
- 中将：張基梧（朝鮮語版）
- 少将：朴世直（朝鮮語版）

### 第13期
1957年卒業
- 大将：崔世昌（朝鮮語版）

### 第14期
1958年卒業
- 大将：李鍾九（朝鮮語版）

### 第15期
1959年卒業
- 大将：李鎮三（朝鮮語版）、高明昇（朝鮮語版）
- 准将：権正達

### 第16期
1960年卒業
- 中将：張世東、千容宅
- 少領：李鍾賛

### 第17期
1961年2月卒業
- 大将：金振永（朝鮮語版）、金東鎮（朝鮮語版）
- 准将：許和平、許三守

### 第18期
1962年2月26日卒業
- 大将：金在昌（朝鮮語版）、張城、趙南豊（朝鮮語版）
- 准将：李鶴捧（朝鮮語版）、崔昌潤（朝鮮語版）
- 大領：李鴻培、呉明（朝鮮語版）、朴興柱（朝鮮語版）（法務死）

### 第19期
1963年卒業
- 大将：李俊（朝鮮語版）、尹龍男（朝鮮語版）
- 大領：李炳浩（朝鮮語版）
- 中領：徐廷華（朝鮮語版）

### 第20期
1964年卒業
- 大将：趙成台（朝鮮語版）、都日圭（朝鮮語版）
- 少将：申丁（朝鮮語版）
- 大領：許清一（朝鮮語版）、尹汝吉（朝鮮語版）

### 第21期
1965年卒業
- 大将：金東信（朝鮮語版）
- 中将：崔敦傑（朝鮮語版）
- 少将：申允熙（朝鮮語版）、崔昇祐（朝鮮語版）
- 修了：金泰洙（朝鮮語版）

### 第22期
1966年卒業
- 大将：吉亨宝（朝鮮語版）
- 少将：呉鉆禄（朝鮮語版）
- 大領：池萬元

### 第23期
1967年卒業
- 中将：権永孝（朝鮮語版）
- 少将：全寛（朝鮮語版）、朴琮圭（朝鮮語版）

### 第24期
1968年卒業
- 大将：金判圭（朝鮮語版）
- 中将：安周燮（朝鮮語版）、姜信六（朝鮮語版）
- 大尉：李建植（朝鮮語版）

### 第25期
1965年入学、1969年卒業
- 大将：徐鍾杓（朝鮮語版）、南在俊
- 中将：黄震夏（朝鮮語版）
- 中領：姜昌熙、金五郎（没後昇進）

### 第26期
1966年入学、 1970年卒業
- 大将：李相熹

### 第27期
1971年卒業
- 大将：金章洙
- 中将：宋泳勤（朝鮮語版）、朴勝椿（朝鮮語版）

### 第28期
1972年卒業
- 大将：金寛鎮、金秉寬（朝鮮語版）、朴興烈（朝鮮語版）
- 少将：金炡一

### 第29期
1973年卒業
- 大将：任忠彬、金泰栄

### 第30期
1974年卒業
- 大将：金近泰（朝鮮語版）
- 大尉：文承国（朝鮮語版）

### 第31期
1975年卒業
- 大将：韓民求、黄義敦（朝鮮語版）
- 中将：金永厚（朝鮮語版）、韓起鎬（朝鮮語版）

### 第32期
1976年卒業
- 大将：金相基（朝鮮語版）、鄭承兆（朝鮮語版）
- 少将：申佑湜（朝鮮語版）

### 第33期
1977年卒業
- 大将：曹晶煥（朝鮮語版）

### 第34期
1978年卒業
- 大将：金曜煥（朝鮮語版）、権赫舜（朝鮮語版）、権五晟（朝鮮語版）

### 第35期
1979年卒業
- 大将：朴宣宇（朝鮮語版）
- 中将：黄仁武（朝鮮語版）
- 少将：李鐘明（朝鮮語版）

### 第36期
1980年卒業
- 大将：張駿圭（朝鮮語版）
- 中将：朴三得（朝鮮語版）

### 第37期
1981年4月卒業
- 大将：厳基鶴（朝鮮語版）、朴賛珠（朝鮮語版）（逮捕）
- 中将：申源湜（朝鮮語版） 、全仁釩（朝鮮語版）、梁淙琇（朝鮮語版）
- 大尉：朴志晩

### 第38期
1982年卒業
- 大将：金龍顕
- 中将：趙顕千

### 第39期
1983年卒業
- 大将：金勇佑
- 大領：李鐘明（朝鮮語版）

### 第40期
1980年入学、1984年卒業
- 大将：李鐘燮、金雲龍（朝鮮語版）

### 第41期
1981年入学、1985年卒業
- 大将：徐旭

### 第42期
1982年入学、 1986年卒業
- 大将：金承謙（朝鮮語版）

### 第43期
1983年入学、1987年卒業

### 第44期
1984年入学、1988年卒業
- 大将：朴正煥（朝鮮語版）
- 中将：金度均（朝鮮語版）

### 第45期
1985年入学、1989年卒業

### 第46期
1986年入学、1990年卒業
- 大将：姜信哲（朝鮮語版）、朴安洙（逮捕）

### 第47期
1987年入学、1991年卒業
- 大将：孫湜（朝鮮語版）
- 中将：郭種根（朝鮮語版）（逮捕）、金鳳收（朝鮮語版）

### 第48期
1988年入学、1992年3月1日卒業
- 中将：呂寅兄（朝鮮語版）（逮捕）

### 第49期
1992年卒業

### 第50期
1993年卒業